# Культурна політика
Культурна політика — це специфічна царина публічного політичного процесу, яка віддзеркалює головні принципи та цінності в культурному житті на міждержавному, національному та місцевому рівні. Оскільки культура є явищем всеосяжним і стосується більшості сфер суспільного буття, вона акумулює величезний пласт заходів, спрямованих на відтворення культурного життя. У широкому сенсі, користувачами цього інструменту є будь-які особи та організації, які задіяні у творенні, виробництві, розповсюдженні та збереженні естетичних здобутків суспільства, а також ті, що опікуються освітою.
Культурна політика:
- встановлює засади регулювання суспільних відносин у галузі історико-культурної спадщини (пам'ятки історії та культури всіх типів), а також музейної та бібліотечної справи;
- визначає вплив культури на процес організації дозвілля громадян;
- в залежності від загальної стратегії культурного процесу, визначає місце і роль візуального мистецтва (образотворчого мистецтва, кінематографу, архітектури, дизайну), виконавських видів мистецтва (музика, театр, спів, танок, цирк), художньої літератури та поезії, а також громадського теле- та радіомовлення.

Культурна політика — це стратегія руху громадянського суспільства до гармонійного та якісного життя пересічної людини. Це стратегія залучення історико-культурного доробку та змісту сучасних естетичних ідей до широкого користування у суспільстві. Якщо громадянське суспільство націлене на прогрес, то культурна політика займає лідируючу позицію, бо повинна не тільки регулювати культурні здобутки в інтересах громади, а й стимулювати подальше виробництво та розвиток новітніх взірців культури. Культурна політика може стимулювати меценатство за рахунок податкових пільг, а також гарантує меценатам високий суспільний статус — таким чином отримуються додаткові кошти на розвиток, збереження та існування культурного середовища.
Дослідження культурної політики — це галузь академічних досліджень, яка виросла з культурологічних досліджень у 1990-х роках. Вона виникла з ідеї, що культурологія має бути не тільки критичною, але й бути корисною.